# Бродяга (персонаж)
Бродя́га Ча́рли (англ. The Tramp, Charlie the Tramp), также Ма́ленький Бродяга (англ. The Little Tramp) — трагикомический киноперсонаж, созданный и сыгранный английским актёром и режиссёром Чарли Чаплином. Чарли — вечный скиталец и бродяга, но при этом добрый и милосердный романтик. Однако первоначально его образ не соответствовал такому характеру. Бродяга впервые появился на экране в фильме «Детские автомобильные гонки», вышедшем на два дня ранее (7 февраля 1914 года), чем «Необыкновенно затруднительное положение Мэйбл», который, однако, был снят первым. В обоих этих фильмах элементами его внешнего облика стали мешковатые штаны, огромные ботинки, зауженный пиджак, небольшой котелок, тросточка и характерная раскачивающаяся походка с вывернутыми наружу носками. Последним фильмом, в котором появился Бродяга, стали «Новые времена». Здесь зрители впервые услышали его голос (во время исполнения в кафе пародийной песенки на смеси языков). В персонажах более поздних его фильмов также присутствуют некоторые черты Бродяги.

## История появления и эволюция образа
В начале 1910-х года актёр мюзик-холла Чарли Чаплин гастролировал с английской театральной труппой Фреда Карно в США. После возвращения на несколько месяцев в Англию он вновь вернулся к выступлениям в США, где 28 ноября 1913 года расстался с театром Карно в Канзас-Сити. Во время американских гастролей актёра заметили и предложили сниматься в кино. 12 мая 1913 года владельцы компании «Кистоун филм компани», которая была создана летом 1912 года, отправили телеграмму, где просили Чаплина связаться с ними. В результате переговоров в июле был подписан годичный контракт согласно которому, начиная с 1 ноября 1913 года Чаплин должен был сниматься в кино с гонораром 150 долларов в неделю, с последующим увеличением выплат.
Традиционно считается, что во-многом соглашение было заключено в связи с намечавшимся уходом со студии её главной звезды Форда Стерлинга. Её руководитель Макс Сеннет предложил ему контракт с гонораром в 500 долларов в неделю, но тот всё-таки отказался. Сеннет вспоминал: «Таким образом я присутствовал при рождении фантастической карьеры. Сорвись с губ Форда Стерлинга ожидаемое мною „да“, и Чаплин, несомненно, стал бы величайшей звездой мюзик-холла, но никогда не появился бы в кино...». Впрочем, высказывалась точка зрения, что именно приход Чаплина вынудил уйти Стерлинга.

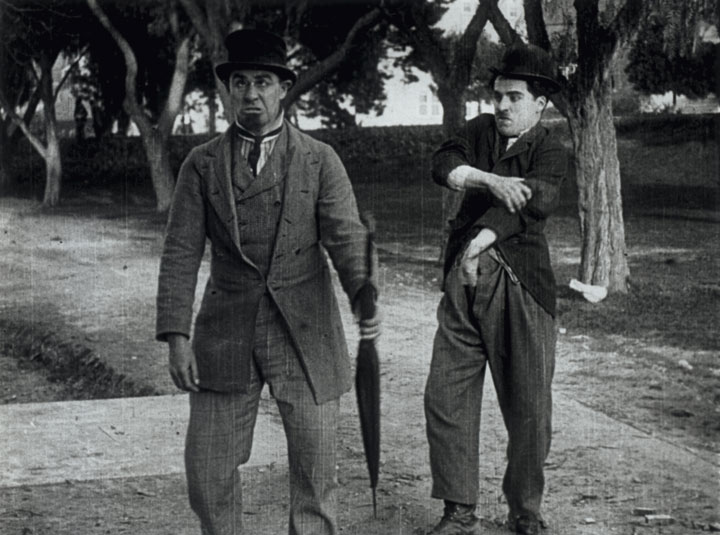
Форд Стерлинг и Чарли Чаплин в фильме «Между двумя ливнями» (1914)

В начале декабря 1913 года Чаплин обосновался в Лос-Анджелесе. Адаптация на студии шла довольно трудно, так как его считали нелюдимым, высокомерным. Студия специализировалась на выпуске незамысловатых комедий, где главным эпизодом была финальная погоня. Первым его фильмом стала комедия «Зарабатывая на жизнь» второстепенного режиссёра Генри («Патэ») Лермана, где он сыграл авантюриста Джонни. Чаплин относился к этому фильму отрицательно, так как режиссёр вырезал его наиболее удачные находки, шутки. Критик Дэвид Робинсон писал, что образ франтоватого героя начинающего киноактёра основывался на его предыдущем театральном опыте: «У Чаплина был серый цилиндр, клетчатый пиджак, стоячий воротничок, пёстрый галстук, в глазу монокль и — неожиданно длинные висячие усы угрюмого театрального злодея». Киновед и биограф Чаплина Александр Кукаркин отмечал: «Суетливый, грубо жестикулирующий молодой артист в своей первой роли у Саннета мало чем напоминал флегматичных персонажей комических пантомим Карно. А большие, свисающие усы и бачки, монокль и цилиндр, длинный сюртук и лакированные ботинки делали его почти антиподом будущего неизменного героя Чаплина».
Чаплин неоднократно высказывался о появлении своей самой известной маски, причём детали несколько противоречили друг другу. Бродяга Чарли впервые появился на экране в фильме «Детские автомобильные гонки», вышедшем на два дня ранее (7 февраля 1914 года), чем «Необыкновенно затруднительное положение Мэйбл», который, однако, был снят первым. «Мэйбл» был более сложным фильмом и на его съёмки и монтаж ушло больше времени. В этих и последующих фильмах персонаж Бродяги был дерзким, нахальным и довольно жестоким. Он был любителем выпить и поволочиться за девушками, а в случае нападок на него женихов или супругов девушек, кидал в них кондитерские изделия с кремом и постоянно убегал от разбушевавшихся конкурентов. Как рассказывал сам Чаплин в автобиографии, персонаж Бродяги появился практически совершенно случайно. После неудачи фильма «Зарабатывая на жизнь», он подыскивал для себя другого персонажа, в образе которого он бы мог выступать дальше:

Я не знал, как мне гримироваться. Моя внешность в роли репортёра мне не нравилась. По пути в костюмерную я мгновенно решил надеть широченные штаны, которые сидели бы на мне мешком, непомерно большие башмаки и котелок, а в руки взять тросточку. Мне хотелось, чтобы в моём костюме всё было противоречиво: мешковатые штаны и слишком узкая визитка, котелок, который был мне маловат, и огромные башмаки. Я не сразу решил, буду ли я старым или молодым, но, вспомнив, что Сеннет счёл меня слишком молодым, наклеил себе маленькие усики, которые, по моему мнению, должны были делать меня старше, не скрывая при этом моей мимики.
Одеваясь, я ещё не думал о том, какой характер должен скрываться за этой внешностью, но как только я был готов, костюм и грим подсказали мне образ. Я его почувствовал, и, когда я вернулся в павильон, мой персонаж уже родился.

Оператор «Мейбл» Ганс Кенекамп позже вспоминал, что костюм Бродяги появился впервые именно в этом фильме, хотя само название он не запомнил, но точно пересказал сюжет: «Было ли тогда смешно? Да, было. Смешно, потому что ново... Сами движения, улыбка, усики — всё работало. Тросточка на руке болтается... он ногу поднимет и повернётся, как будто на коньках...» Позже другие комики, работавшие с Чаплином в «Кистоуне» в то время, вспоминали, что Чаплин якобы соединил детали их сценических костюмов, и получился персонаж Бродяги. По голливудской легенде, которую Чаплин не поддерживал, костюм появился в общей мужской гримёрной на студии в один дождливый день. Тогда Чаплин позаимствовал широченные бесформенные брюки Роско Арбакля, миниатюрный пиджак Чарльза Эйвери, здоровенные ботинки Форда Стерлинга, небольшой котелок тестя Арбакля и усы, подготовленные для Мака Суэйна, которые Чаплин обработал щёточкой.
Французский историк кино Жорж Садуль считал, что и костюм, и «утиная» походка Бродяги основываются на традициях мюзик-холла, но всё же настаивал на оригинальном характере персонажа Чаплина. По мнению Робинсона, внешний облик Бродяги возможно восходит к традициям мюзик-холлов: «Нарочито мешковатая одежда, маленькая шляпа, мерзкие усики и тросточка, которой он жонглирует, входили в непременный набор английского комика. Некоторые костюмы Дэна Лейно очень напоминают чаплинский, а коллега Чарлза по труппам Карно, Фред Китчен, мягко сетовал на то, что это ведь он первым ввёл в употребление и сам костюм, и походку с вывернутыми наружу носками». Робинсон также обращал внимание на то, что грим Бродяги похож на тот, что использовался в постановке «Ремонт», а по слухам, костюм Бродяги напоминает внешний вид  старьёвщика из «Лондонских предместий» Карно.
Если верить Чаплину, характерная походка восходит к детским воспоминаниям о лондонской жизни, о чём актёр рассказал в 1916 году в интервью. Ему запомнился старик по прозвищу Чудила Бинкс, который страдал от ревматизма, у него были распухшие ступни, и широченные, явно не по размеру брюки. Чарли скопировал походку, хотя его мать Ханна (в прошлом актриса) сделала ему замечание, что нехорошо смеяться над больным человеком, но при этом всё-таки долго смеялась. Чаплин продолжил шлифовать походку. «Я помешался на ней. Кому бы я её ни показывал, все смеялись, и даже теперь, хотя я могу смешить по-другому, я не в силах от неё отделаться». Однако существуют версии о том, что она также была не оригинальным изобретением Чаплина. Так, Карно считал, что она появилась в его театре: «Её ввел один из моих актёров Уолтер Гровс. И я как-то заставил другого члена моей труппы — Фреда Китчена — воспользоваться этой походкой, когда ему нужно было играть бродягу Перкинса. Чаплин, получив потом эту роль, разумеется, должен был обуться в те же башмаки и перенять ту же плоскостопую походку».
Ещё одним запоминающимся элементом движения Бродяги была привычка «срезания» на бегу углов, когда он оставался в движении на одной ноге и поворачивался, подняв другую. По воспоминаниям Уилла Мюррея, этот приём появился у молодого Чаплина во время участия в пародии «Дик Терпин едет в Йорк» во время выступлений с английским «Цирком Кейси», а актёр труппы Карно Билли Дэнверс говорил, что это было заведено у них с целью избежать ограниченности размеров сцен загородных театров.

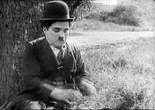
Чарли Чаплин в фильме «Бродяга»

Первый фильм с участием Бродяги, который самостоятельно снял сам Чаплин, это «Застигнутый дождём», вышедший в прокат 4 мая 1914 года (по другой информации — это была комедия «Двадцать минут любви»). Позже Чаплин ушёл из «Кистоун» и перешёл в компанию «Эссеней». Именно тогда и начался рост внутреннего мира персонажа Бродяги. В «Эссеней» Чаплин продолжил снимать эксцентрические комедии. В них бродяга Чарли — неугомонный фантазёр, обязательно влюблённый в красивую девушку (возлюбленных часто играла Эдна Пёрвиэнс, которая была постоянной партнёршей Чаплина до 1923 года), обычный «кистоунский» персонаж. Робинсон считал, что окончательно образ Бродяги сформировался в фильме «Чемпион». Знаковым фильмом в «Эссеней» стал «Бродяга». В этом фильме в персонаже Бродяги стали проглядываться романтические и даже трагические черты. Здесь впервые появляется классическое окончание фильмов Чаплина: разочарованный, с опустившимися руками, «переваливаясь с ноги на ногу, он печально удаляется от камеры по просёлочной дороге, олицетворяя крушение надежд. Внезапно он приободряется и снова идёт обычной бойкой походкой, куда-то в затемнение». Несмотря на то, что многими исследователями такое окончание называют для Чаплина очень характерным для его творчества, он использовал его ещё только в двух фильмах («Пилигрим» и «Цирк»).
Когда Чаплин работал в «Мьючуэл», трагические черты бродяги Чарли сохранились, но шли обычно на озорные цели (например, в фильме «Лавка ростовщика», Бродяга чуть ли не плача просит ростовщика не увольнять его с работы, жестами показывая, что у него много голодных детей, а когда растрогавшийся ростовщик даёт ему ещё один шанс и уходит, то Чарли даёт пинков другому помощнику, с которым они сразу не поладили). Трагикомическим также является фильм «Иммигрант», в котором очень правдиво показаны страдания иммигрантов и при этом присутствуют комические ситуации. В период работы на студии он говорил в одном из интервью: «В разношенных ботинках можно играть не хуже, чем во фраке. Суть не в одежде, а в том, что актёр делает и как. У трюковой комедии не меньше возможностей, чем у пьесы в прекрасно сшитых костюмах...»
С приходом в «Фёрст Нэшнл» Чаплин снял свой первый полнометражный фильм — «Малыш», в котором Бродяга создаёт смешные ситуации и при этом с большой трогательностью заботится о беспризорнике Малыше, которого подобрал и приютил. Этот же фильм был единственной полнометражной работой Чаплина в «Фёрст Нэшнл». Закончив на картине «Пилигрим», Чаплин ушёл оттуда. В том же году режиссёр снял психологическую драму «Парижанка», где появился в эпизоде. Персонаж Бродяги также появился в следующих комедиях Чаплина — «Золотая лихорадка» и «Цирк», где Чарли попадал в самые необычные ситуации. В фильме «Огни большого города» Бродяга, по сюжету, решил помочь излечить слепую девушку-цветочницу. В трогательном финале несмотря на все препятствия они воссоединяются. В комедии «Новые времена» бродяга Чарли был затюканным фабричным рабочим, пытающимся обустроиться в мире Великой депрессии. Этот фильм был последним, в котором появился персонаж Бродяги. Здесь впервые зрители услышали его голос. В одной из последних сцен он исполняет песню на «непонятном языке», на мелодию французского композитора Лео Данидерфа «Ищу мою Титину» (остальная часть фильма немая, как и все его предыдущие работы). Известно, что фильм должен был снят с диалогами, но Чаплин в итоге отказался от этой идеи.
В трагикомическом фильме 1940 года «Великий диктатор» Чарли Чаплин сыграл две роли — цирюльника-еврея, продолжающего своим образом и искренностью историю Бродяги, и диктатора Томэнии Аденоида Хинкеля, который был пародией на Гитлера. В финале фильма цирюльник, которого принимают за Хинкеля и выталкивают на трибуну, произносит речь в защиту мира во всём мире. В одном из следующих фильмов Чарли Чаплина — «Огни рампы» — персонаж Кальверо — старый клоун в исполнении режиссёра — своей комичностью, трогательностью и оптимизмом к жизни был близок к образу бродяги Чарли (также в нескольких эпизодах этого фильма Кальверо появлялся в костюме, аналогичном костюму Бродяги). Садуль писал, что некоторые черты Кальверо действительно близки к Бродяге. В следующем (после «Огней рампы») фильме великого режиссёра — «Король в Нью-Йорке» — персонаж короля Шадова, также в исполнении Чаплина, своей необычностью был приближен к Бродяге.

## Влияние
Образ Бродяги стал одним из самых известных в истории кинематографа. Во многих странах он стал известен под «родными именами»: во Франции — Шарло, в Испании— Карлито, в Германии — Карлшен и т. д. У него появилось множество подражателей и имитаторов. Огромное влияние Чаплин оказал на Сергея Эйзенштейна, Осаму Тэдзука, Марка Шагала, клоуна Карандаша, Александра Калягина в комедии «Здравствуйте, я ваша тётя!», Нормана «Мистера Питкина» Уиздома, Роуэна «Мистера Бина» Аткинсона, Вуди Аллена, Роберто Бениньи, Уолта Диснея и многих других.
- Цирковой персонаж Чарли использовался в советских фильмах «Цирк» (в роли Николай Павловский), «Концерт на экране» (Пётр Берёзов), «В одно прекрасное детство» (Игорь Косухин), «Полосатый рейс» (Герман Лупекин).
- Персонаж Юрия Деточкина в фильме «Берегись автомобиля» основывался на трёх классических образах: Дон Кихоте, Маленьком Бродяге и князе Мышкине.
- Голубой щенок — отвергнутый обществом персонаж одноимённого мультфильма, озвученный Алисой Фрейндлих — своим обликом напоминает бродягу Чарли.
- Существует фильм-балет «Чаплиниана» на музыку Чаплина. Роли Клоуна и Диктатора в этом фильме исполняет Гали Абайдулов.
- Радж Капур заимствовал образ героя Чаплина, воплотив его в фильмах «Бродяга» и «Господин 420».

## Фильмография

#### Фильмы студии «Keystone»
| №  | Премьера         | Название                                      | Оригинал                       | Другие названия                                                                       |
| -- | ---------------- | --------------------------------------------- | ------------------------------ | ------------------------------------------------------------------------------------- |
| 1  | 7 февраля 1914   | Детские автомобильные гонки                   | Kid Auto Races at Venice       | The Children’s Automobile Race; Kid’s Auto Race; The Pest                             |
| 2  | 8 февраля 1914   | Необыкновенно затруднительное положение Мэйбл | Mabel’s Strange Predicament    | Hotel Mixup; Pajamas                                                                  |
| 3  | 28 февраля 1914  | Между двумя ливнями                           | Between Showers                | Charlie and the Umbrella; The Flirts; Between Shaves; In Wrong Thunder and Ligh       |
| 4  | 2 марта 1914     | Джонни в кино                                 | A Film Johnnie                 | Charlie at the Studio; Charlie the Actor; Film Johnny; Million Dollar Job; Movie Nut  |
| 5  | 16 марта 1914    | Его любимое времяпрепровождение               | His Favorite Pastime           | The Bonehead; Charlie Is Thirsty; Charlie’s Reckless Fling; The                       |
| 6  | 4 апреля 1914    | Лучший жилец                                  | The Star Boarder               | The Fatal Lantern; The Hash-House Hero; In Love with His Landlady; The Landlady’s Pet |
| 7  | 20 апреля 1914   | Двадцать минут любви                          | Twenty Minutes of Love         | Cops and Watches; He Loves Her So; Love-Friend                                        |
| 8  | 27 апреля 1914   | Настигнутый в кабаре                          | Caught in a Cabaret            | Charlie the Waiter; Faking with Society; Jazz Waiter; Prime Minister Charl            |
| 9  | 4 мая 1914       | Застигнутый дождём                            | Caught in the Rain             | At It Again; In the Park; Who Got Stung?                                              |
| 10 | 1 июня 1914      | Роковой молоток                               | The Fatal Mallet               | Hit Him Again; The Pile Driver; The Rival Suitors                                     |
| 11 | 11 июня 1914     | Нокаут                                        | The Knockout                   | Counted Out; The Pugilist                                                             |
| 12 | 13 июня 1914     | Деловой день Мэйбл                            | Mabel’s Busy Day               | Charlie and the Sausages; Hot Dog Charlie; Hot Dogs; Love and Lunch                   |
| 13 | 20 июня 1914     | Семейная жизнь Мейбл                          | Mabel’s Married Life           | The Squarehead; When You’re Married                                                   |
| 14 | 9 июля 1914      | Веселящий газ                                 | Laughing Gas                   | Busy Little Dentist; The Dentist; Down and Out; Laffing Gas; Tuning His Ivories       |
| 15 | 1 августа 1914   | Реквизитор                                    | The Property Man               | Charlie on the Boards; Getting His Goat; Props; The Rustabout; Vamping Venus          |
| 16 | 10 августа 1914  | Лицо на полу бара                             | The Face on the Bar Room Floor | The Ham Actor; The Ham Artist                                                         |
| 17 | 13 августа 1914  | Отпуск                                        | Recreation                     | Spring Fever                                                                          |
| 18 | 27 августа 1914  | Маскарадная маска                             | The Masquerader                | The Female Impersonator; The Female; The Perfumed Lady; The Picnic; Putting One       |
| 19 | 30 августа 1914  | Его новая профессия                           | His New Profession             | The Good for Nothing; Helping Himself                                                 |
| 20 | 24 сентября 1914 | Новый привратник                              | The New Janitor                | The Blundering Boob; The New Porter; The Porter                                       |
| 21 | 10 октября 1914  | Эти муки любви                                | Those Love Pangs               | Busted Hearts; Oh, You Girls; The Rival Mashers                                       |
| 22 | 26 октября 1914  | Тесто и динамит                               | Dough and Dynamite             | The Cook; The Doughnut Designer; The New Cook                                         |
| 23 | 29 октября 1914  | Нахальный джентльмен                          | Gentlemen of Nerve             | Charlie at the Races; Some Nerve                                                      |
| 24 | 7 ноября 1914    | Его музыкальная карьера                       | His Musical Career             | Charlie as a Piano Mover; Musical Tramps; The Piano Movers                            |
| 25 | 9 ноября 1914    | Его место для свиданий                        | His Trysting Place             | Family Home; Family House; The Henpecked Spouse; His Trysting Places                  |
| 26 | 5 декабря 1914   | Состоявшееся знакомство                       | Getting Acquainted             | Exchange Is No Robbery; A Fair Exchange; Hello Everybody                              |
| 27 | 7 декабря 1914   | Его доисторическое прошлое                    | His Prehistoric Past           | The Caveman; A Dream; The Hula-Hula Dance; King Charlie                               |

#### Фильмы студии «Essanay»
| №  | Премьера         | Название             | Оригинал           | Другие названия                                                                          |
| -- | ---------------- | -------------------- | ------------------ | ---------------------------------------------------------------------------------------- |
| 1  | 1915, 1 февраля  | Его новая работа     | His New Job        | Charlie’s New Job                                                                        |
| 2  | 1915, 15 февраля | Ночь напролёт        | A Night Out        | Champagne Charlie; Charlie’s Drunken Daze; Charlie’s Night Out; His Night Out            |
| 3  | 1915, 11 марта   | Чемпион              | The Champion       | Battling Charlie; Champion Charlie; Charlie the Champion                                 |
| 4  | 1915, 18 марта   | В парке              | In the Park        | Charlie in the Park; Charlie on the Spree                                                |
| 5  | 1915, 1 апреля   | Бегство в автомобиле | A Jitney Elopement | Charlie’s Elopement; Married in Haste                                                    |
| 6  | 1915, 16 апреля  | Бродяга              | The Tramp          | Charlie on the Farm; Charlie the Hobo; Charlie the Tramp                                 |
| 7  | 1915, 29 апреля  | У моря               | By the Sea         | Charlie by the Sea; Charlie’s Day Out                                                    |
| 8  | 1915, 21 июня    | Работа               | Work               | Charlie at Work; Charlie the Decorator; Only a Working Man; The Paperhanger; The Plumber |
| 9  | 1915, 12 июля    | Женщина              | A Woman            | Charlie the Perfect Lady; The Perfect Lady                                               |
| 10 | 1915, 9 августа  | Банк                 | The Bank           | Charlie Detective; Charlie at the Bank; Charlie in the Bank                              |
| 11 | 1915, 4 октября  | Зашанхаенный         | Shanghaied         | Charlie Shanghaied; Charlie on the Ocean; Charlie the Sailor                             |
| 12 | 1916, 27 марта   | Полиция              | Police             | Charlie in the Police; Charlie the Burglar; Housebreaker                                 |
| 13 | 1918, 11 августа | Тройная неприятность | Triple Trouble     | Charlie’s Triple Trouble                                                                 |

#### Фильмы студии «Mutual»
| №  | Премьера         | Название             | Оригинал          | Другие названия                                       |
| -- | ---------------- | -------------------- | ----------------- | ----------------------------------------------------- |
| 1  | 1916, 15 мая     | Контролёр универмага | The Floorwalker   | Shop; The Store                                       |
| 2  | 1916, 12 июня    | Пожарный             | The Fireman       | The Fiery Circle; A Gallant Fireman                   |
| 3  | 1916, 10 июля    | Скиталец             | The Vagabond      | Gipsy Life                                            |
| 4  | 1916, 7 августа  | В час ночи           | One A.M.          | Solo                                                  |
| 5  | 1916, 4 сентября | Граф                 | The Count         | Almost a Gentleman                                    |
| 6  | 1916, 2 октября  | Лавка ростовщика     | The Pawnshop      | At the Sign of the Dollar; High and Low Finance       |
| 7  | 1916, 13 ноября  | За экраном           | Behind the Screen | The Pride of Hollywood                                |
| 8  | 1916, 4 декабря  | Скетинг-ринг         | The Rink          | Rolling Around; Waiter                                |
| 9  | 1917, 22 января  | Тихая улица          | Easy Street       |                                                       |
| 10 | 1917, 16 апреля  | Лечение              | The Cure          | The Water Cure                                        |
| 11 | 1917, 17 июня    | Иммигрант            | The Immigrant     | Broke; Hello U.S.A.; A Modern Columbus; The New World |
| 12 | 1917, 23 октября | Искатель приключений | The Adventurer    |                                                       |

#### Фильмы студии «First National»
| № | Премьера          | Название            | Оригинал         | Другие названия                          |
| - | ----------------- | ------------------- | ---------------- | ---------------------------------------- |
| 1 | 1918, 14 апреля   | Собачья жизнь       | A Dog’s Life     |                                          |
| 2 | 1918, 28 сентября | Облигация           | The Bond         | Charlie Chaplin in a Liberty Loan Appeal |
| 3 | 1918, 20 октября  | На плечо!           | Shoulder Arms    |                                          |
| 4 | 1919, 22 июня     | Солнечная сторона   | Sunnyside        |                                          |
| 5 | 1919, 7 декабря   | Удовольствия дня    | A Day’s Pleasure | A Ford Story                             |
| 6 | 1921, 6 февраля   | Малыш (фильм, 1921) | The Kid          |                                          |
| 7 | 1921, 25 сентября | Праздный класс      | The Idle Class   | Vanity Fair                              |
| 8 | 1922, 2 апреля    | День получки        | Pay Day          |                                          |
| 9 | 1923, 25 февраля  | Пилигрим            | The Pilgrim      |                                          |

#### Фильмы компании «United Artists»
| № | Премьера        | Название                  | Оригинал      | Другие названия                            |  |
| - | --------------- | ------------------------- | ------------- | ------------------------------------------ |  |
| 1 | 1925, 26 июня   | Золотая лихорадка (фильм) | The Gold Rush |                                            |  |
| 2 | 1928, 6 января  | Цирк (фильм, 1928)        | The Circus    |                                            |  |
| 3 | 1931, 30 января | Огни большого города      | City Lights   | City Lights: A Comedy Romance in Pantomime |  |
| 4 | 1936, 5 февраля | Новые времена (фильм)     | Modern Times  | The Masses                                 |  |